# فلیکس کلاین
فلیکس کریستیان کلاین (آلمانی: Felix Christian Klein ‏۲۵ آوریل ۱۸۴۹ – ۲۲ ژوئن ۱۹۲۵) ریاضی‌دان آلمانی بود.
او برای کارهایش در نظریه گروه‌ها، آنالیز مختلط، هندسه نااقلیدسی و تلاش‌هایش برای ربط دادن هندسه و نظریه گروه‌ها شناخته می‌شود.‌ کلاین در جریان مطالعه هندسه‌هایی با بیش از سه بعد، سازه‌ای کشف کرد که پوسته‌اش هیچ مرزی ندارد. این سازه به «بطری مدرن کلاین» معروف است.